# Трепанги

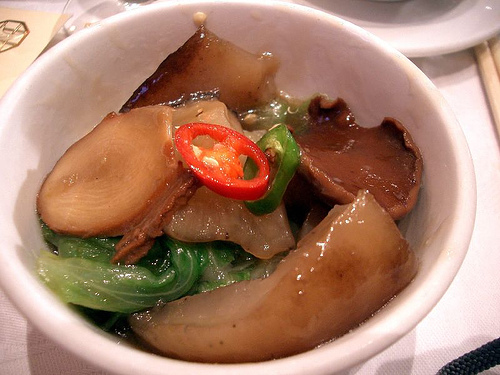
Страва з трепанга

Трепанги (малай. تريڤڠ‎) — назва кількох видів безхребетних тварин типу голкошкірих, класу голотурій, родів Holothuria, Stichopus, Cucumaria та ін. Трепангів добувають біля берегів Малайського архіпелагу, Філіппін, а також у Австралії, Азії, Африці та Європі (Італія). Тварин вживають у їжу здебільшого у Китаї та Японії, де їх добувають та імпортують з інших країн. Трепангів ловлять за допомогою тралів, драг, сачків, острог, крім того їх добувають водолази. У їжу споживають м'які товсті м'язові стінки тіла голотурій, а також гонади. М'ясо трепангів містить мало жиру та багато білка. Споживаються у смаженому, сушено-соленому, сирому вигляді. Також з трепангів виготовляються консерви.